# Governatorato di Dar'a
Il governatorato di Darʿā è uno dei quattordici governatorati della Siria. Il capoluogo è la città di Darʿā.

## Distretti
Il governorato è diviso in 3 distretti (manatiq):
- Al-Sanamayn
- Dar'a
- Izra'

Questi sono a loro volta suddivisi in sotto-distretti (nawahi).